# Burial (Burial)
Burial è il primo eponimo album discografico del musicista dubstep Burial. L'album è uscito nel 2006.

## Tracce
1. Untitled
2. Distant Lights
3. Spaceape feat. Spaceape
4. Wounder
5. Night Bus
6. Southern Comfort
7. U Hurt Me
8. Gutted
9. Forgive
10. Broken Home
11. Prayer
12. Pirates
13. Untitled

## Samples
- La traccia 1 contiene un sample tratto da un dialogo del film 21 grammi con la voce di Benicio del Toro
- La traccia 2 contiene un sample del brano Emotion cantato dalle Destiny's Child
- La traccia 5 contiene un sample del brano Praise Ye Jah di Sizzla
- La traccia 7 contiene un sample del brano Foolish di Ashanti
- La traccia 8 contiene un sample del dialogo di Forest Whitaker nel film Ghost Dog - Il codice del samurai
- La traccia 8 contiene anche un sample da My One And Only Love di Bitty McLean
- La traccia 9 contiene un sample tratto da An Ending (Ascent) di Brian Eno
- La traccia 10 contiene un sample del brano Dry Cry di Sizzla
- La traccia 11 contiene un loop di batteria tratto da Sometimes I Cry di Les McCann
- La traccia 12 contiene un dialogo con la voce di Sean Penn tratto dal film 21 grammi
- La traccia 13 contiene un dialogo con la voce di Will Patton tratto dal film The Mothman Prophecies - Voci dall'ombra